# 黒の輪舞
『黒の輪舞』（くろのロンド）は、松本洋子による日本の漫画作品。
『なかよし』（講談社）にて1982年7月号から同年9月号まで連載された。全3話。単行本は同社の講談社コミックスなかよしより全1巻。1998年には同社の講談社漫画文庫からも刊行された。

## 書誌情報
- 松本洋子 『黒の輪舞』 講談社〈なかよしKC〉、1983年1月10日第1刷発行、ISBN 4-06-108428-3
  - 表題作のほか、読み切り作品「哀しみのアントワーヌ」が同時収録されている。
- 松本洋子 『黒の輪舞（ロンド）』 講談社〈講談社漫画文庫〉、1998年11月12日第1刷発行、ISBN 4-06-260484-1
  - 表題作のほか、「黒の組曲」と「黒の迷宮」の2作品が同時収録されている。